# Dodge Diplomat
Dodge Diplomat — американський автомобіль середнього розміру, який випускався Dodge з 1977 по 1989 рік. Він схожий на Plymouth Gran Fury на американському ринку та на Plymouth Caravelle у Канаді. Він також продавався в Мексиці між 1981 і 1982 роками як Dodge Dart, а в Колумбії як Dodge Coronet. Спочатку Дипломату пропонували купе та седан. У 1978 році були додані універсали в якості заміни повнорозмірних універсалів C-body.

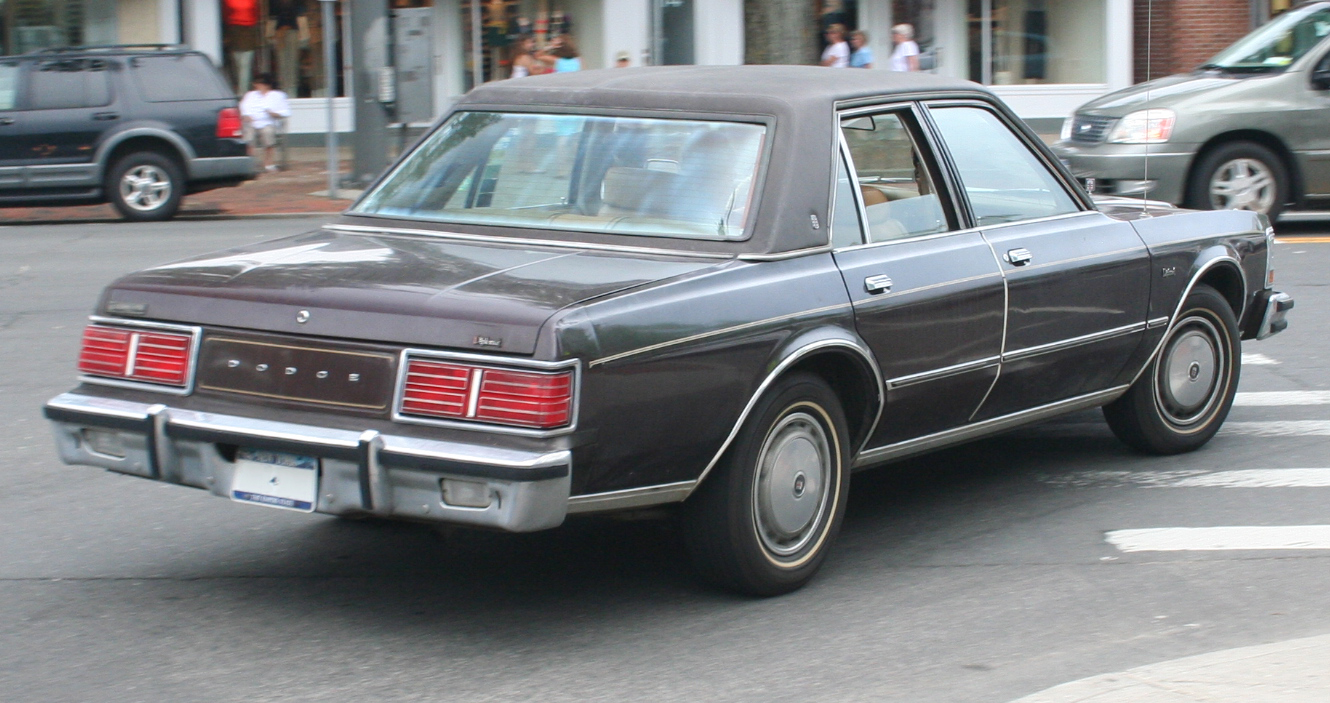

Дипломат був запропонований з базовим 3,7 л рядним-шестициліндровим двигуном, 5,2 л V8 і 5,9 л V8. Дипломат, разом із його побратимом Plymouth Gran Fury/Caravelle, широко використовувались як поліцейські машини в США та Канаді.

## Двигуни
- 225 cu in (3.7 L) Slant 6 I6
- 318 cu in (5.2 L) LA V8
- 360 cu in (5.9 L) LA V8